# Tano (gentilicio)

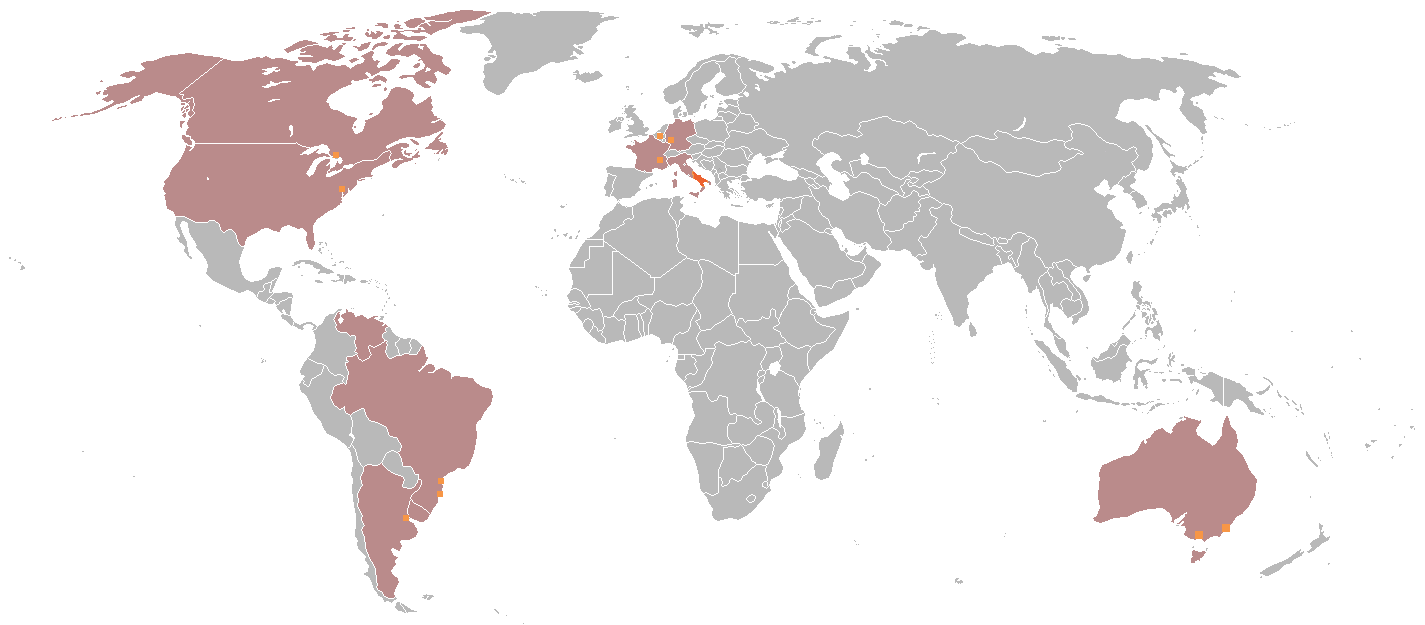
Países que hasta el presente recibieron una gran inmigración de italianos. En color naranja se muestra el centro de irradiación (casi todo el Mezzogiorno) de gente que partía desde el puerto de Nápoles. En color marrón y, especialmente, los puntos de color naranja señalan sus principales destinos de arribo o migración.

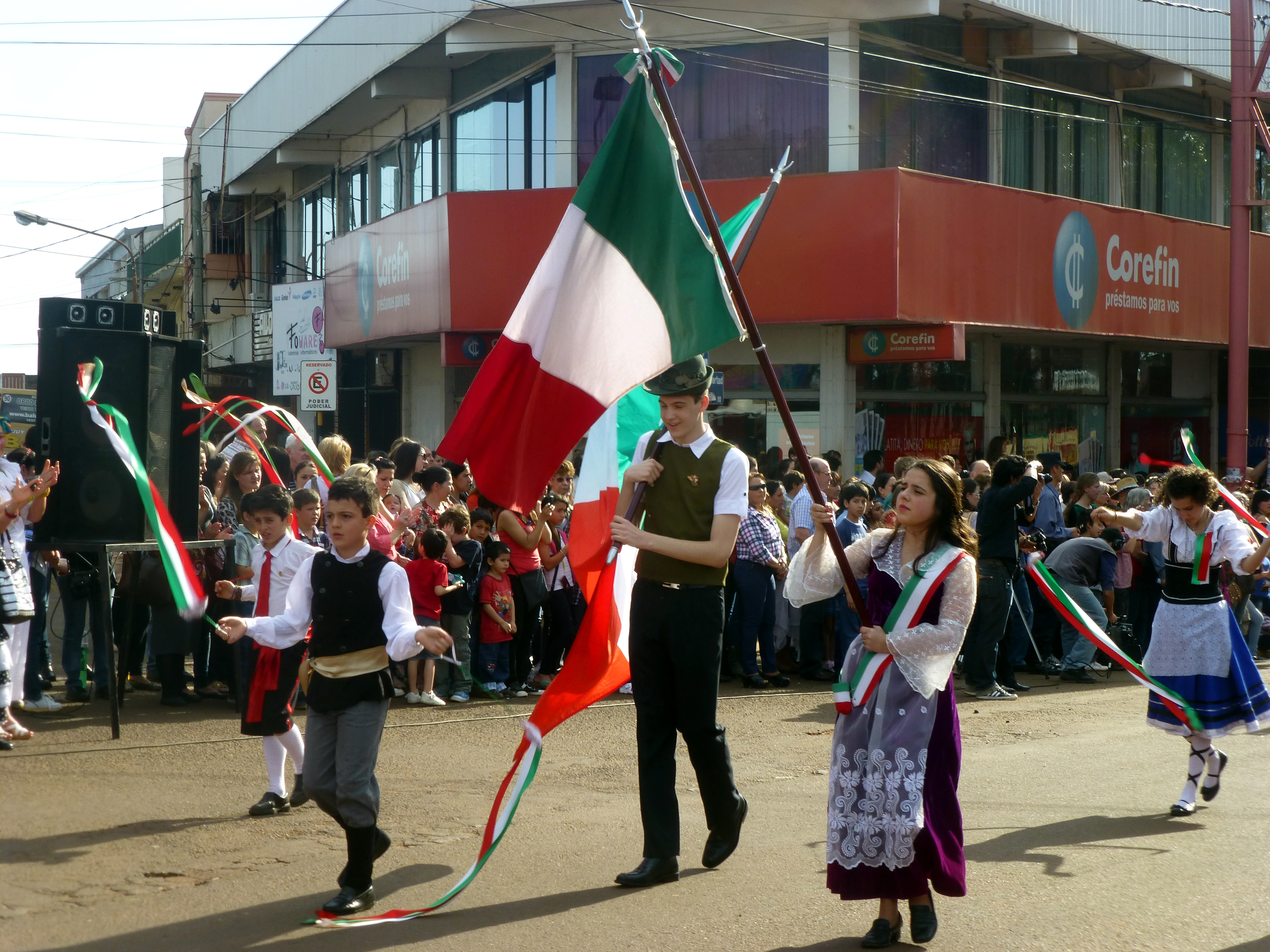
Colectividad italiana durante el desfile de inauguración de la XXXIV Fiesta Nacional del Inmigrante en Oberá, Misiones, Argentina.

En el español rioplatense se les denomina coloquialmente tanos (en lugar de «italianos») a los habitantes y naturales de Italia o descendientes de italianos. Esto sucede tanto en Argentina en Uruguay, y, fuera del ámbito rioplatense, en Chile. El término proviene de la aféresis fonética de napolitano (originario de Nápoles), ya que una gran cantidad de italianos que llegaron al Río de la Plata entre mediados del siglo XIX y mediados del siglo XX provenían de dicha ciudad. Su uso también se extiende como apodo o sobrenombre.
La inmigración italiana en Argentina fue el movimiento migratorio más importante en ese país sudamericano, y se estima que unos 25 millones de argentinos tienen algún tipo de ascendencia italiana. En cuanto a la inmigración italiana en Uruguay, esta también fue importante en dicho país, y se estima que un millón de uruguayos descienden de italianos. El término tano también es utilizado en Chile, aunque en menor medida. Por ejemplo, «Los Tanos» es el nombre que recibe la barra oficial del equipo profesional de fútbol Audax Italiano.

## Historia
Durante la segunda parte del siglo XIX e inicios del siglo XX era frecuente darle el “gentilicio” de bachicha a todo italiano porque hasta esa época había un predominio de inmigrantes procedentes de Liguria, y también piamonteses, lombardos y friulanos, entre otros, que se embarcaban en el principal puerto de Liguria: Génova, donde era común el nombre zeneize Baciccia (un hipocorístico del nombre Battista/Bautista). Sin embargo, hacia principios del siglo XX se hizo más importante la inmigración desde el Mezzogiorno (en italiano: mediodía y el tercio sur de Italia), y muchos de los inmigrantes en el Hotel de Inmigrantes, al preguntárseles su origen, solían decir “napulitano” (embarcados desde el puerto de Nápoles); para abreviar el trámite, los empleados del Hotel de Inmigrantes hicieron aféresis de las dos primeras sílabas, esto facilitado por la semejanza con el gentilicio italiano.
En El Gaucho Martín Fierro de José Hernández aparece el término sarcástico «papolitano».
Actualmente, la palabra “tano” en Argentina y Uruguay es un tratamiento cariñoso (lo mismo que ocurre con gaita y gallego para los descendientes de españoles).